# Johan Ross den äldre
Johan Ross den äldre, född 1695 i byn Meldorff i Holstein, Tyskland, 1773 i Göteborg, var en målarmästare i Göteborg. Fadern var målare och lärde honom yrket.

## Biografi
Johan Ross omtalas första gången 1721, då han presenterade sig som gesällen Johan Ross för Götheborgs Konst och Målare-Embete. Han berättar även att han blivit gesäll under ämbetet i Hamburg. Efter att hans begäran om medlemskap i göteborgsskrået avslagits, begav sig Ross till Stockholm, där han efter en tid vann inträde i målareämbetet. Målarmästare i Stockholm blir han 1730. Vistelserna i Stockholm hade stor betydelse för Ross.
Ross fick flera uppdrag i göteborgstrakten under 1730-talet, och 1730 sysslade han med omfattande stofferings- och dekorationsarbeten i Stora Lundby kyrka. År 1732 verkade han i Askims kyrka, och i Örgryte 1736 målade han fönsterkarmar och vindskivor. Kollegorna i Göteborg såg Stockholmsmålarens intrång i staden med oro och irritation och 1737 anmodades Ross att ansluta sig till ämbetet enligt gällande bestämmelser i skråordningen. Målarmästare i Göteborg blir han den 9 juli 1737 genom en resolution av "Kongl. Maj:ts och Rikets Höglofl. Commerce Collegium" och var ålderman i Göteborgs målarskrå 1744-1767 då han tog avsked. Han var broder till den kände kyrkomålaren i Borås, Ditlof Ross och far till kyrkomålare Maria Ross som 1744 gifte sig med kyrkomålaren Michael Carowsky, född i Danzig. År 1781 anges att "målaränkan Carowski, som redan i åratal anlitats för målararbete i kyrkan (Tyska kyrkan i Göteborg), strukit öfwersta galleriet uppå Tornet på båda sidor 3 gånger...". Johan Ross gifte sig i juni 1751 med Helena Sibuelen.
Takmålningarna i Örgryte gamla kyrka är troligen gjorda kring 1740 av Ross svåger och gesäll Michael Carowsky, som assisterade vid målningen av kyrkan. Carowsy blev målarmästare i Göteborg 1742. Ross var dock den som fick uppdraget att utföra "målning under hela himlingen, läktaren och stolarna", för 400 daler silvermynt.
Johan Ross var en självmedveten och viljestark person. En bröstbild i Göteborgs Stadsmuseum tros vara ett självporträtt av Ross, den förste Göteborgskonstnär som målat ett sådant. Han uppnådde den högsta positionen på skråets karriärstege under 1740-talet då han 1744 blev ålderman i Götheborgz Stadhz Kånst- och Måhlare-Embete. I bouppteckningen från 1749 finns ett hundratal målningar och en samling med 700 grafiska blad, där namn som Rubens och Rembrandt förekommer. Samlingen omfattade tidens olika genrer: ett tjugotal tavlor med direkt religiösa motiv tas upp, exempelvis Kristi gravläggning, Abrahams offrande, Sankt Georg och Susanna i badet med flera. Venus i olika situationer, med och utan Cupido, men även av Diana, Jupiter och Merkurius representerade mytologin. Porträtt av Luther, Konung Carl och Pehr Bagare, nämns speciellt. Där fanns "Schäferstycken", marinmålningar, landskap, vanitasmålningar och stilleben med olika motiv. Flera av dukarna var troligen Ross' egna verk, men huvuddelen tycks ha förvärvats genom köp, byte eller arv. Genom samlingarna hade Ross goda möjligheter att studera olika motiv, kompositioner, teknik och färgval.
En broder var målarmästaren Ditlof Ross som var bosatt i Borås 1739 och avled före 1766. Även sonen Johan Ross den yngre (1723-1767) blev målarmästare i Göteborg och som mästerstycke målade han 1752 "Christus inför Pilatus då Barnabas blef lösgifven". Han gifte sig 1764 med Eleonora Dorothea Dreyer.

## Verk
- 1729 Östads kyrka. Altartavla. Bevarad.
- 1729 Öjareds kapell. Altartavla, läktarbröstning med mera. Bevarat.
- 1730 Stora Lundby kyrka. Bemålning av interiör med bland annat altartavla och predikstol. Bevarat.
- 1732 Landvetters kyrka. Renovering av altartavla och predikstol. Försvunnet.
- 1734 Askims kyrka. Takmålning. Försvunnet.
- 1737 Säve kyrka. Takytan är täckt av tolv stora rektangulära tavlor, där de sex östra målades efter kyrkans förlängning år 1737, av Johan Ross.[15]
- 1741 Örgryte gamla kyrka. Takbemålning, troligen med hjälp av Michael Carowsky, läktare och stolar. Bevarat.
- 1753 Partille kyrka. Takbemålning. Försvunnet. Läktarmålningarna från 1752 kan vara utförda av Ross.
- 1759 Backa kyrka. Bemålning av tak, korvalv, läktare och stolar. Försvunnet.